# Glögg
Il glögg o gløgg è una bevanda simile al vin brulé tradizionale dei Paesi scandinavi.

## Etimologia
La parola finlandese glögi e lo svedese glögg derivano da glödgat vin, ossia "vino caldo", mentre il termine svedese glogg deriverebbe da glödga, che significa "bruciare" o "riflettere/rimuginare".

## Storia
L'usanza di bere vini caldi nei Paesi del Nord Europa risale almeno al XVI secolo e, in origine, il termine glögg identificava un liquore speziato diverso dall'odierna bevanda. Più tardi, il glögg divenne una delle bevande predilette dai corrieri che viaggiavano a cavallo o con gli sci durante le giornate più fredde. A partire dal XIX secolo, periodo in cui il glögg divenne una bevanda popolare, esso veniva riscaldato e bevuto assieme ad altri liquidi, fra cui frutti di bosco spremuti, sciroppi, e bevande dal tasso alcolico elevato come il punsch. A cavallo fra il XIX e il XX secolo il glogg veniva mescolato con il vino e divenne popolare anche in Finlandia. La legge sul proibizionismo del 1919 causò una drastica riduzione del consumo di tale bevanda che perdurò fino agli anni 1930, quando le leggi contro il consumo di alcolici furono revocate e le riviste finlandesi e svedesi iniziarono a pubblicizzare l'alcolico. Durante gli anni 1950 e 1970, il glögg entrò a far parte della tradizione culinaria svedese e finlandese. Oggi il glögg viene consumato durante l'inverno e il periodo natalizio in tutta la Scandinavia, e servito in appositi punti vendita.

## Preparazione
Il gløgg viene preparato bollendo dell'acqua a cui vengono aggiunte spezie (garofano, cannella, cardamomo e zenzero). Dopo alcuni minuti, il composto viene setacciato e si aggiungono vino bianco, vino dolce, cognac, rum o altri liquori, frutta spremuta, scorze di arance o limoni e frutta secca (uvetta o mandorle). L'alcolico viene sempre servito caldo. Esiste una variante analcolica del gløgg ove il vino viene rimpiazzato da bevande al gusto di uva, mela o frutti di bosco.